# ناثان كوهن (ناقد مسرحي)
ناثان كوهن هو ناقد مسرحي كندي، ولد في 16 أبريل 1923 في سيدني ‏ في كندا، وتوفي في 26 مارس 1971 في تورونتو في كندا.